# Nacho (football, 1967)
Pour les articles homonymes, voir Nacho.
José Ignacio Fernández Palacios, plus connu sous le nom de Nacho (né le 3 février 1967 à Foz en Galice) est un joueur de football espagnol, qui évoluait au poste de défenseur, avant de ensuite devenir entraîneur.
Se sentant plus galicien qu'espagnol, il est l'un des rares joueurs à avoir refusé de représenter les couleurs de l'équipe d'Espagne, bien que le sélectionneur de l'époque (Javier Clemente en 1995) avait voulu le sélectionner pour jouer avec la « Roja ».

## Biographie

### Carrière de joueur
Il joue 198 matchs en première division espagnole et 128 matchs en deuxième division espagnole avec les clubs du Celta Vigo et du SD Compostela.